# Dynatosoma norwegiense
Dynatosoma norwegiense is een muggensoort uit de familie van de paddenstoelmuggen (Mycetophilidae). De wetenschappelijke naam van de soort is voor het eerst geldig gepubliceerd in 1994 door Zaitzev & Okland.